# Røros
Røros, alternativt på svenska Röros, (sydsamiska:  Plaassja), är en tätort och stad (bergsstad) som utgör centralort i Røros kommun i Trøndelag fylke i Norge.
Förekomsten av kopparmalm ledde till byggandet av ett smältverk år 1644. Røros kopparverk var i drift fram till 1977. Sedan gruvepoken avslutats har turismen tagit över som huvudnäring. Bergsstaden Røros har blivit upptagen på Unescos världsarvslista.

## Historik
Stadsbebyggelsen anlades när den första gruvan fick sina privilegier 1646, efter att fynd gjorts 1644 av kopparmalm i fjällen Rauhammeren och Storvola. 
Røros byggdes åter upp efter det att svenska trupper ödelagt staden 1679. Under 1600-talet såldes stora delar av krono- och kyrkogods för att sanera rikets affärer, efter krigen på 1650-talet och förlusten av landskapen Skåne, Halland, Blekinge, Bohuslän, Jämtland och Härjedalen samt Idre och Särna. 
År 1896 byggdes en kraftstation vid Kuråsfossen i Glomma, för att ge elektricitet till driften av pumpar och anrikningsmaskiner med mera i samband med gruvdriften. Gruvdrift har sedan fortsatt i området, det så kallade Storwartzområdet, i ett flertal större och mindre gruvor, i den sista fram till 1978. 
Den gamla stadsbebyggelsen är upptagen på Unescos världsarvslista. Den brändes av en svensk styrka i juli 1678 och samma månad 1679, men återuppbyggdes i samma stil. Den 10 december 1718 belägrades staden av svenskar som också plundrade den på 16 skeppund koppar.

## Klimat
Ortens köldrekord på –50,4 °C som uppmättes 1914 visar att Røros är en av de kallaste platserna i Norge. Orten är belägen ungefär 600 meter över havet och får om vintrarna rikligt med natursnö liksom den närliggande svenska skidorten Funäsdalen på andra sidan landgränsen. Även om temperaturen kan nå närmare +30 °C som varmast på somrarna är det inte ovanligt med vissa frostnätter i juli.

## Kultur
Vinterscenerna i TV-serien Pippi Långstrump (1969) spelades in i Røros.
Folkdansen Rörospols kommer från Røros.

## Bilder

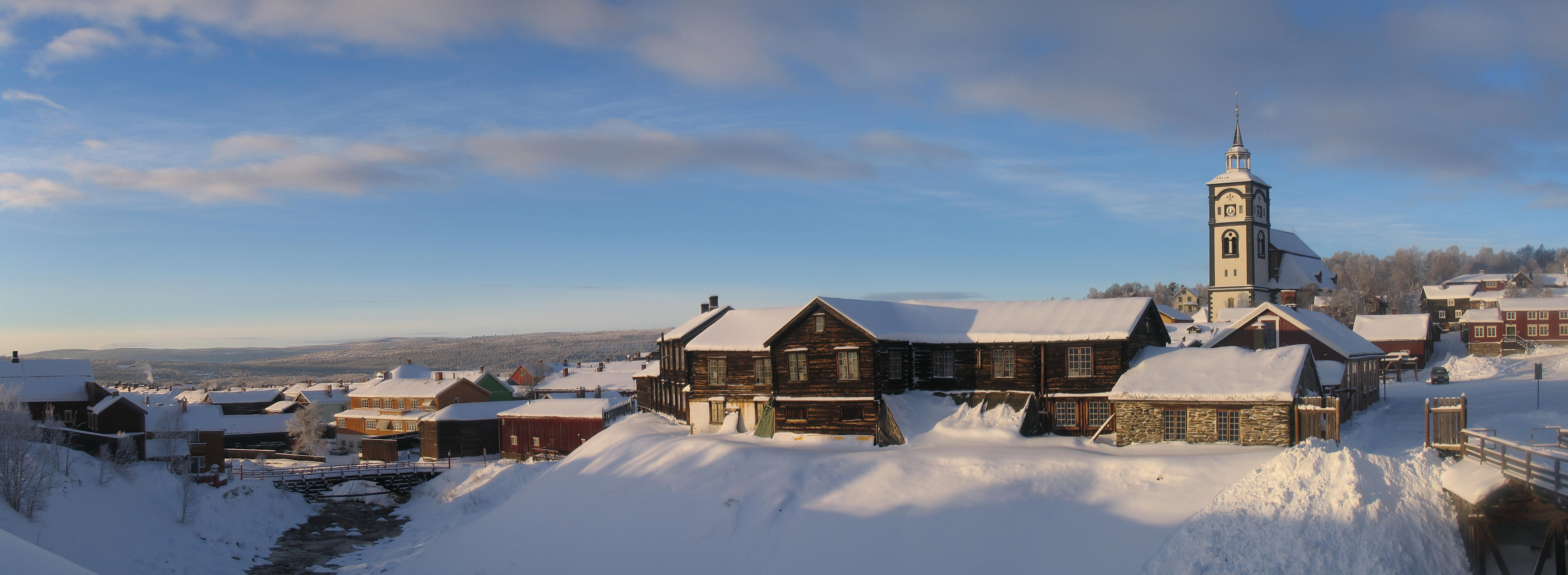
Panorambild över Røros tagen på vintern.

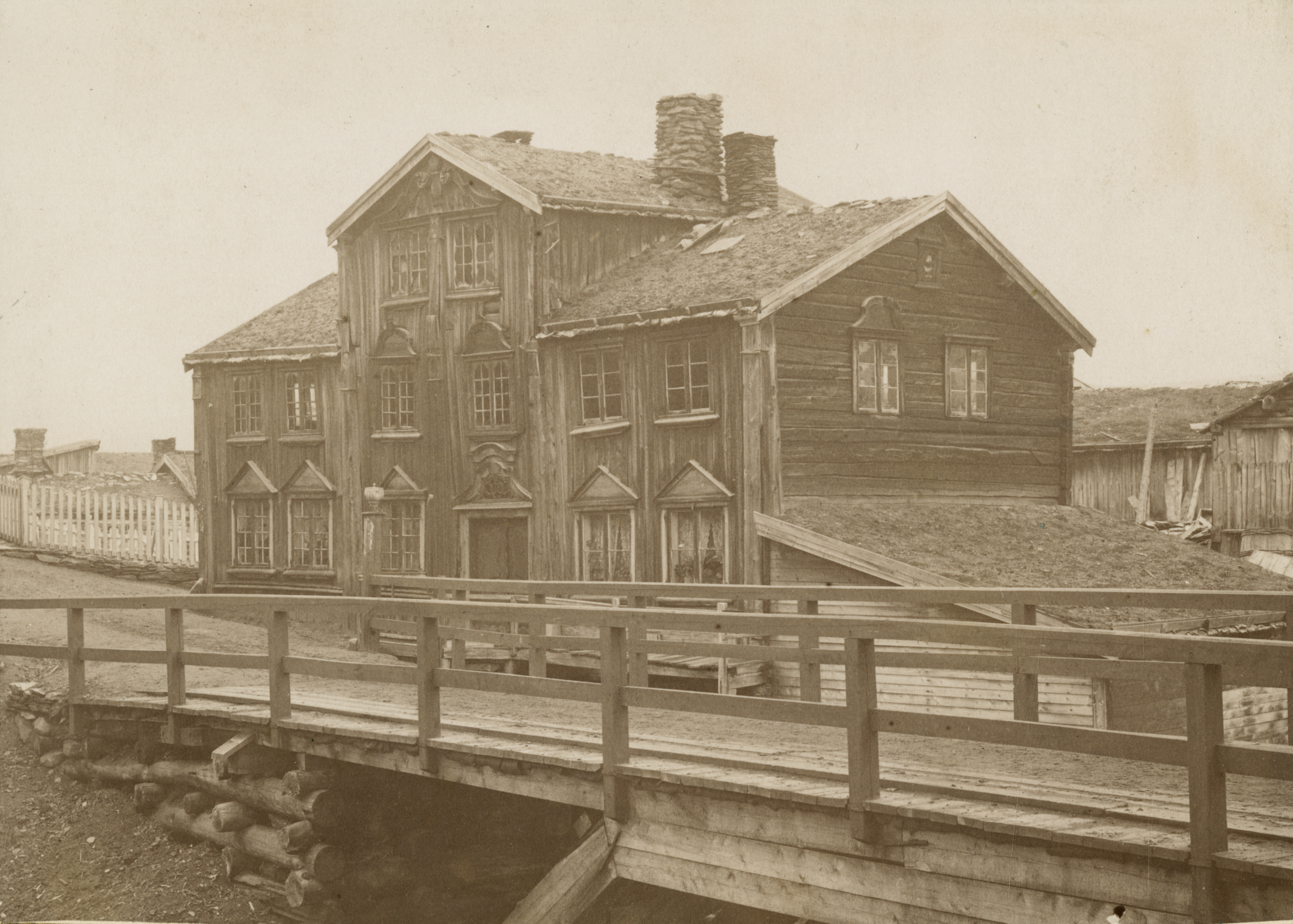
Aspaasgården från Røros, nu på Trøndelag Folkemuseum.
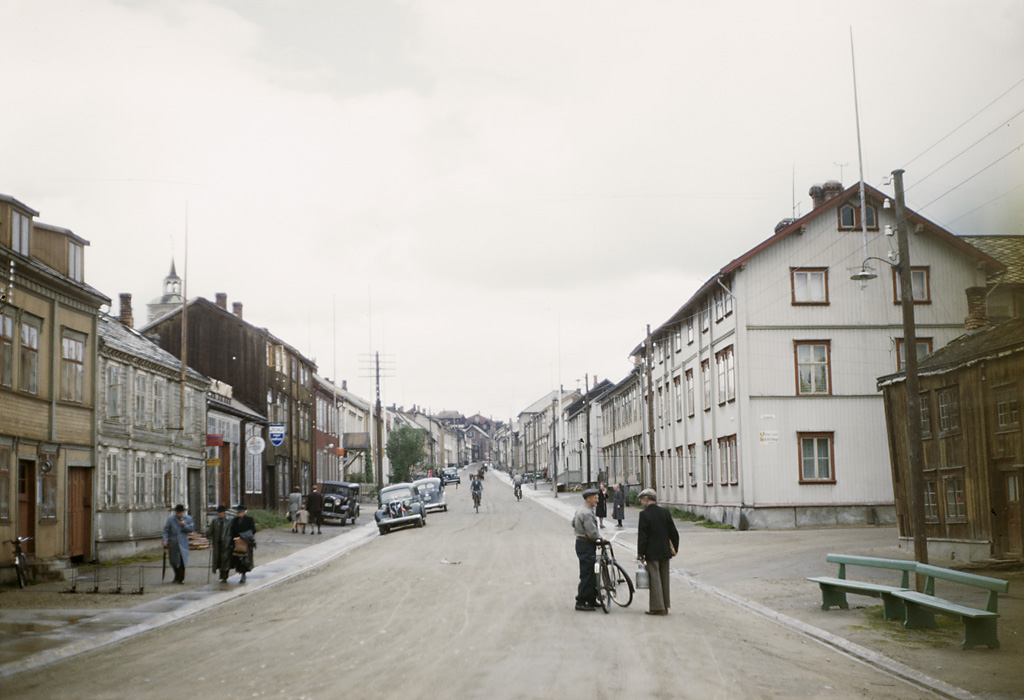
Røros 1948.